# Meynes
Meynes település Franciaországban, Gard megyében. Lakosainak száma 2576 fő (2022. január 1.). Meynes Bezouce, Jonquières-Saint-Vincent, Lédenon, Montfrin, Redessan és Sernhac községekkel határos.

## Népesség
A település népességének változása:
| Lakosok száma | 1045 | 1329 | 1807 | 2079 | 2430 | 2459 | 2456 | 2503 | 2542 | 2576 |
|               | 1968 | 1982 | 1990 | 2006 | 2013 | 2015 | 2017 | 2019 | 2020 | 2022 |